# Oberpöring
Oberpöring település Németországban, azon belül Bajorországban. Lakosainak száma 1194 fő (2023. december 31.). Oberpöring Otzing, Aholming, Wallerfing, Wallersdorf és Eichendorf községekkel határos.

## Népesség
A település népessége az elmúlt években az alábbi módon változott:
| Lakosok száma | 459  | 724  | 892  | 1014 | 1158 | 1136 | 1134 | 1170 | 1196 | 1194 |
|               | 1875 | 1950 | 1975 | 1987 | 2012 | 2014 | 2016 | 2017 | 2021 | 2023 |